# The Dinner Table Detective
«The Dinner Table Detective» (яп. 謎解きはディナーのあとで, Nazotoki wa Dinā no Ato de, «Загадки за вечерею») — японська серія детективних романів, написана Токуєю Хіґашіґавою та ілюстрована Юске Накамурою. Видавництво Shogakukan опублікувало три томи з вересня 2010 року до грудня 2012 року. Манґа-адаптація, ілюстрована Аєю Кавасе, виходила в журналі манґи для жінок Petit Comic від Shogakukan з квітня по листопад 2011 року, а її розділи були зібрані у два томи танкобон. Продовження серії романів від тих же автора та ілюстратора під назвою «Shin Nazotoki wa Dinner no Ato de» було опубліковано Shogakukan у двох томах з березня 2021 року по вересень 2024 року.
10-серійна телевізійна драма-адаптація транслювалася з жовтня по грудень 2011 року на Fuji TV та її філіалах. Аніме-серіал, створений студією Madhouse, прем'єрував у квітні 2025 року та транслювався до червня 2025 року в програмному блоці Noitamina тієї ж телевізійної мережі.

## Персонажі
Рейко Хошьо (яп. 宝生 麗子, Hōshō Reiko)
Сейю: Кана Ханадзава (оригінал), Селесте Лутс (англійський дубляж)
Каґеяма (яп. 影山)
Сейю: Юкі Каджі (оригінал), Джок Клейнханс (англійський дубляж)
Кьоїчіро Казамацурі (яп. 風祭 京一郎, Kazamatsuri Kyōichirō)
Сейю: Мамору Міяно (оригінал), Конраді ван Хеерден (англійський дубляж)
Кунінян (яп. くにニャン)
Сейю: Юї Хоріє
Яхо Рейнджер Червоний (яп. やほレンジャーレッド, Yaho Renjā Reddo)
Сейю: Сатоші Накао
Яхо Рейнджер Синій (яп. やほレンジャーブルー, Yaho Renjā Burū)
Сейю: Тайчі Такеда
Яхо Рейнджер Жовтий (яп. やほレンジャーイエロー, Yaho Renjā Ierō)
Сейю: Косуке Ечіґоя

## Медіа

### Романи

#### The Dinner Table Detective
| № | Дата виходу       | ISBN                   |
| - | ----------------- | ---------------------- |
| 1 | 2 вересня 2010    | ISBN 978-4-09-386280-6 |
| 2 | 10 листопада 2011 | ISBN 978-4-09-386316-2 |
| 3 | 12 грудня 2012    | ISBN 978-4-09-386347-6 |

#### Shin Nazotoki wa Dinner no Ato de
| № | Дата виходу     | ISBN                   |
| - | --------------- | ---------------------- |
| 1 | 31 березня 2021 | ISBN 978-4-09-386608-8 |
| 2 | 18 вересня 2024 | ISBN 978-4-09-386735-1 |

### Манґа
| № | Дата виходу       | ISBN                   |
| - | ----------------- | ---------------------- |
| 1 | 10 листопада 2011 | ISBN 978-4-09-134168-6 |
| 2 | 9 серпня 2012     | ISBN 978-4-09-134609-4 |

### П'єса
Театральна постановка за мотивами твору йшла в театрі The Galaxy Theatre в Токіо з 31 серпня по 10 вересня 2012 року.

### Аніме
Аніме-адаптацію телесеріалу було анонсовано 25 листопада 2024 року. Його виробництвом займається студія Madhouse, режисером є Міцуюкі Масухара, за сценарій відповідає Маріко Кунісава, оригінальний дизайн персонажів створила Ореко Тачібана, дизайн персонажів для анімації — Ізумі Кавада, а музику написав Такеші Хама. Прем'єра серіалу відбулася 4 квітня 2025 року а закінчився показ 20 червня 2025 року в програмному блоці Noitamina на всіх філіалах FNS, включно з Fuji TV. Початковою музичною темою є «Montage», написана Хіроюкі Савано та виконана Кенто Накаджімою, а завершальною музичною темою є «Rhapsody» у виконанні Billy Boo. Amazon Prime Video транслює серіал по всьому світу.

#### Серії
| № серії | Назва серії | Режисер(и)                             | Режисер(и) анімації           | Оригінальна дата показу |
| ------- | --- | -------------------------------------- | ----------------------------- | ----------------------- |
| 1       | «Ласкаво просимо на смертельну вечірку. 1» Транслітерація: «Satsui no Pāti ni Yōkoso File 1» (яп. 殺意のパーティにようこそ File 1)            | Масакі Мацумура                        | Міцуюкі Масухара              | 4 квітня 2025           |
| 2       | «Ласкаво просимо на смертельну вечірку. 2» Транслітерація: «Satsui no Pāti ni Yōkoso File 2» (яп. 殺意のパーティにようこそ File 2)            | Масакі Мацумура                        | Міцуюкі Масухара              | 11 квітня 2025          |
| 2       | «Повідомлення від мертвого. 1» Транслітерація: «Shisha Kara no Dengon o Dōzo File 1» (яп. 死者からの伝言をどうぞ File 1)                      | Тору Ісіда & Пак Сіху                  | Кенічі Шімізу                 | 11 квітня 2025          |
| 3       | «Повідомлення від мертвого. 2» Транслітерація: «Shisha Kara no Dengon o Dōzo File 2» (яп. 死者からの伝言をどうぞ File 2)                      | Тору Ісіда, Ян Джон Хі & Сун Юн Со     | Кенічі Шімізу                 | 18 квітня 2025          |
| 4       | «Будь ласка, остерігайтеся обману 1» Транслітерація: «Futamata ni Hao Kiwotsuke Kudasai File 1» (яп. 二股にはお気をつけください File 1)       | Юукі Морішіта                          | Юукі Морішіта & Айко Вакацукі | 25 квітня 2025          |
| 5       | «Будь ласка, остерігайтеся обману 2» Транслітерація: «Futamata ni Hao Kiwotsuke Kudasai File 2» (яп. 二股にはお気をつけください File 2)       | Юукі Морішіта                          | Юукі Морішіта & Айко Вакацукі | 2 травня 2025           |
| 5       | «Людина, яка впустила його, є VTuber 1» Транслітерація: «Otoshinushi wa Vtuber de Gozaimasu File 1» (яп. 落とし主はVtuberでございます File 1) | Міцуюкі Масухара                       | Міцуюкі Масухара              | 2 травня 2025           |
| 6       | «Людина, яка впустила його, є VTuber 2» Транслітерація: «Otoshinushi wa Vtuber de Gozaimasu File 2» (яп. 落とし主はVtuberでございます File 2) | Міцуюкі Масухара                       | Міцуюкі Масухара              | 9 травня 2025           |
| 7       | «Повністю замкненої кімнати не існує 1» Транслітерація: «Kanzen na Misshitsu Nado Gozaimasen File 1» (яп. 完全な密室などございません File 1)  | Кокі Морі, Хван Іль-Чжин & Со Сун Йонг | Тацуо Сато                    | 16 травня 2025          |
| 8       | «Повністю замкненої кімнати не існує 2» Транслітерація: «Kanzen na Misshitsu Nado Gozaimasen File 2» (яп. 完全な密室などございません File 2)  | Тацунорі Міяке & Кім Бон Дук           | Тацуо Сато                    | 23 травня 2025          |
| 8       | «Будь ласка, не втопися в цій річці 1» Транслітерація: «Kono Kawa de Oborenaide Kudasai File 1» (яп. この川で溺れないでください File 1)       | Тору Такахаші & Кім Бон Дук            | Кодзі Саваї                   | 23 травня 2025          |
| 9       | «Будь ласка, не втопися в цій річці 2» Транслітерація: «Kono Kawa de Oborenaide Kudasai File 2» (яп. この川で溺れないでください File 2)       | Тору Такахаші & Ган Те-сік             | Кодзі Саваї                   | 30 травня 2025          |
| 10      | «У красивої троянди є вбивчий намір» Транслітерація: «Kireina Bara ni wa Satsui ga Gozaimasu» (яп. 綺麗な薔薇には殺意がございます)            | Шіро Сузукі                            | Масакі Мацумура               | 6 червня 2025           |
| 11      | «Наречена знаходиться в закритій кімнаті» Транслітерація: «Hanayome wa Misshitsu no Naka de Gozaimasu» (яп. 花嫁は密室の中でございます)       | Юукі Морішіта                          | Казухіро Соета                | 13 червня 2025          |
| 12      | «Що було викрадено?» Транслітерація: «Ubawareta no wa Nani de Gozaimasu ka» (яп. 奪われたのは何でございますか)                                | Масакі Мацумура                        | Масакі Мацумура               | 20 червня 2025          |